# Хуттунен, Эркки
Эркки Хуттунен (фин. Erkki Juhani Huttunen; 18 мая 1901, Алавус, Великое княжество Финляндское — 17 ноября 1956, Хельсинки, Финляндия) — финский архитектор-функционалист, построивший за годы своей недолгой карьеры большое количество общественных и частных зданий в разных городах Финляндии (ныне часть в России).

## Биография
Выпускник Хельсинкского политехнического института (1927), где, кроме архитектуры, он обучался рисованию и живописи. В начале своего профессионального пути работал газетным иллюстратором, портретистом и карикатуристом. В годы учёбы и позже совершил множество образовательных поездок по странам Европы: Италию, Францию, Великобританию, Грецию, а также в США.
По окончании института был принят на работу в строительный отдел кооперативной компании SOK (фин. Suomen Osuuskauppojen Keskuskunta, сегодня — S Group) и подготовил для неё многочисленные проекты промышленных, складских и конторских зданий в функционалистском стиле в Йоэнсуу, Сортавале, Оулу, Ваасе, Рауме, Котке, Выборге и других городах. В 1937 году его работа получила золотую медаль на Всемирной выставке в Париже. С 1939-го по 1942-й занимал должность начальника строительного отдела.
С 1942-го по 1953 год был главой Строительного управления Финляндии (фин. Rakennushallitus).
В 1931—1956 гг. работал также в собственном архитектурном бюро. Среди прочих его построек — здание городского совета в Котке и Лауритсале, церковь в Наккиле.

## Основные работы
| Постройка                                                    | Город          | Изображение | Год       |
| ------------------------------------------------------------ | -------------- | ----------- | --------- |
| Фабрика SOK в Топпиле                                        | Оулу           |             | 1928-1929 |
| Контора SOK                                                  | Раума          |             | 1930-1931 |
| Мукомольная фабрика и зернохранилище SOK                     | Выборг         |             | 1930-1936 |
| Мэрия Котки                                                  | Котка          |             | 1931-1934 |
| Рауманлинна (отель, бывший штаб шюцкора)                     | Раума          |             | 1933      |
| Фабрика в Раямяки                                            | Нурмиярви      |             | 1933-1939 |
| Церковь в Наккиле                                            | Наккила        |             | 1935-1937 |
| Административно-жилое здание «Дом Туркама» ул. Карельская 21 | Сортавала      |             | 1937      |
| Жилой дом SOK                                                | Оулу           |             | 1937-1938 |
| Церковь в Раямяки                                            | Нурмиярви      |             | 1937-1938 |
| Частный дом архитектора                                      | Нууксио, Эспоо |             | 1937-1938 |
| Административное и складское здание фирмы «Ханккия»          | Выборг         |             | 1938      |
| Гостиница «Сеурахуоне»                                       | Сортавала      |             | 1938      |
| Ликёро-водочный завод Altia                                  | Коскенкорва    |             | 1939      |
| Центральный универмаг «Сокос» Mannerheimintie 9              | Хельсинки      |             | 1938-1952 |
| Жилой дом в районе Нуоттала                                  | Оулу           |             | 1946      |
| Жилой дом в Оусаари Nuottasaarenkatu                         | Оулу           |             | 1949      |